# Cranmoor
Cranmoor – miasto w Stanach Zjednoczonych, w stanie Wisconsin, w hrabstwie Wood.